# Ciągnik gąsienicowy

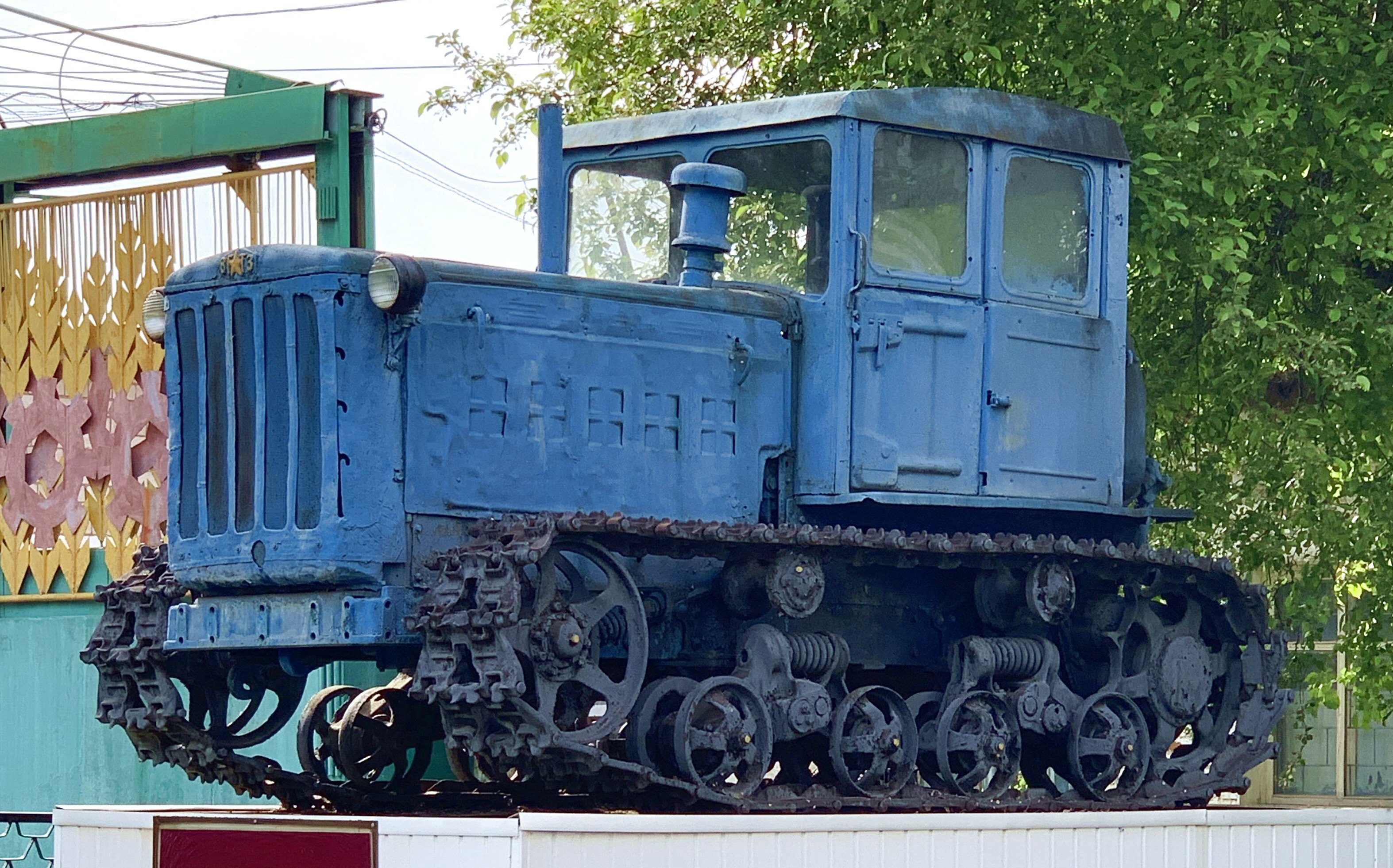
Gąsienicowy ciągnik rolniczy DT-54

Ciągnik gąsienicowy – rodzaj ciągnika wyposażonego w gąsienicowy układ jezdny.
Dawniej często używany w rolnictwie do ciągnięcia większych narzędzi rolniczych (pługów wieloskibowych) w Państwowych Gospodarstwach Rolnych. Ciągniki te były przede wszystkim stosowane w trudnych warunkach terenowych, gdzie ciągniki kołowe grzęzły lub traciły przyczepność. Współcześnie układ gąsienicowy jest rzadko stosowany w ciągnikach rolniczych jednak stosowany jest nadal w spychaczach, koparkach i innych maszynach budowlanych, a także w ciągnikach artyleryjskich.